# Psoriazis

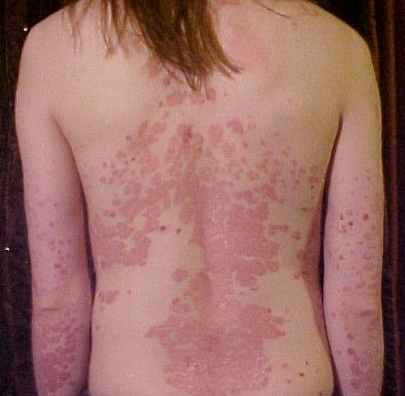
Psoriazis pe spate

Psoriazis (din greacă ψωρίαση, „afecțiune cu prurit”) este o afecțiune inflamatorie autoimună cronică a pielii, netransmisibilă, caracterizată prin proliferarea accelerată a keratinocitelor și apariția de plăci eritematoscuamoase pruriginoase, cu descuamare alb‑argintie. Aproximativ 2–4 % din populația globală este afectată, indiferent de sex; debutul are loc de obicei în două „peak-uri” de vârstă (15–25 ani / ≥ 50 ani).
Tipul predominant (în peste 80 % dintre cazuri) este psoriazisul vulgar sau în plăci, iar celelalte forme includ gutat, invers, pustulos și eritroderm. Leziunile pot apărea simetric în zonele extensoare (coate, genunchi, scalp), dar și în unghii sau pliuri cutanate. Tabloul clinic este completat de mâncărime, rareori durere, dar și de manifestări sistemice.
Etiologia este multifactorială: există o componentă genetică puternică, cu modificări la loci precum HLA‑Cw6 și alții; factorii declanșatori includ infecții (ex. streptococ), traumă cutanată (fenomenul Koebner), stres, alcool, anumite medicamente.
Boala este adesea asociată cu comorbidități sistemice (artrită psoriazică, boli cardiovasculare, sindrom metabolic, depresie), ce pot influența prognosticul și mortalitatea.
Nu există tratament curativ, dar evoluția poate fi controlată prin tratamente topice, fototerapie, sisteme imunosupresoare sau biologice, personalizate în funcție de severitate. Psoriazisul poate afecta semnificativ calitatea vieții, fiind adesea însoțit de stigmatizare, anxietate și rasismul social.

## Istoric
Cele mai vechi descrieri ale unei afecţiuni care corespunde probabil psoriazisului apar încă din medicina egipteană antică — în Papirusul Ebers (sec. XV î.e.n.), bolile de piele scuamoase erau catalogate alături de „iritative” şi „ulceroase” şi tratate cu unguente de ulei de gâscă, miere, ceapă şi sare de mare; se punea chiar accent pe expunerea la soare şi la compuşi fotosensibilizanţi vegetali (Ammi majus).
În Grecia clasică, Hippocrate (circa 460–370 î.e.n.) a folosit termenii psora (prurit) și lopoi (escame) pentru a descrie leziuni cutanate eritemato-scuamoase, frecvent confundate cu lepra.  În primul secol e.n., Celsus (cca. 25 î.e.n. – 50 e.n.) a consemnat o dermatoză escamoasă (denumită impetigo) care afecta membrele și unghiile și era tratată cu sulf și gudroane Termenul psoriazis apare pentru prima dată în scrierile lui Galen (circa 131–200 e.n.), referindu-se la leziuni pruriginoase ale pleoapelor și scrotului, cu probabilă etiologie eczemaică.
De‑a lungul Evului Mediu, psoriazisul a rămas nediferențiat de lepră (menționată în Lev 13–14 ca tzaraat), iar persoanele afectate erau adesea izolate social. Deși în Persia se descriau boli cutanate cu simptome asemănătoare şi s-a încercat tratamentul psihosomatic încă din secolele VIII–X .
Progresul real în identificarea psoriazisului ca maladie distinctă vine abia în secolul XIX: în 1808 Robert Willan, fondatorul dermatologiei britanice, a descris psoriazisul ca dermatoză papuloscuamoasă și l‑a separat clar de lepră. În 1841, Ferdinand von Hebra a eliminat definitiv confuzia terminologică și socială cu lepra. În 1872, Henrich Koebner a observat că leziunile de psoriazis pot apărea pe traiectul traumelor (fenomenul Koebner), iar în 1885 Heinrich Auspitz a descris apariția de puncte hemoragice imediat sub scuamă la detașarea acesteia (semnul lui Auspitz).
În secolul al XX‑lea, au fost identificate tipuri distincte (psoriazisul pustulos von Zumbusch), iar conceptul modern de boală autoimună/ocupare de celule T a fost descoperit în anii 1960. Abia atunci a devenit clară natura inflamatorie sistemică a psoriazisului.

## Epidemiologie
Prevalență globală
Conform studiului Global Burden of Disease 2019, aproximativ 40,8 milioane de persoane trăiau cu psoriazis la nivel global — echivalentul unui indice standardizat pe vârstă de 503,6 cazuri la 100.000 locuitori, mai mare în țările cu indice SDI ridicat (~1072 la 100.000) și mai scăzut în zone cu resurse reduse (~301/ 100.000). Prevalența în țările dezvoltate este în general estimată între 2 % și 4 % din populație, cu valori mai mici în Asia de Est și Africa de Est (0,1–1 %) și valori mai ridicate în Europa de Nord, America de Nord și părți din Oceania (până la 2,5 %).
Tendințe temporale
Deși rata globală standardizată a scăzut cu aproximativ 24 % între 1990 și 2019, numărul absolut de cazuri a rămas ridicat — reflectând efectul globalizării, urbanizării și îmbătrânirii populației.
Incidenţă
Incidența anuală în populația adultă din emisfera nordică este estimată la 85–99 cazuri noi la 100.000 persoane pe an, cu o creștere a riscului odată cu vârsta, maximă în decada a șasea–șaptea (~115/100.000 la bărbați, ~90/100.000 la femei).
Distribuție pe vârstă, sex și etnie
- Debutul bolii prezintă două “peak‑uri”: majoritatea (≈75 %) dezvoltă boala înainte de 40 de ani (psoriazis tip I — asociat frecvent cu HLA‑Cw6), restul după această vârstă (tip II).[30]
- Circa o treime dintre pacienți au fost diagnosticați înainte de vârsta de 20 de ani.[31]
- Frecvenţa este similară la bărbați și femei, cu discrepanțe mici între studii, care variază de la avantaj masculin sau feminin minor (<5 %) până la egalitate perfectă.[32]
- Psoriazisul este mai frecvent la persoane de origine caucaziană și mai rar la africani, asiatici sau indigeni americani — factorii genetici și de mediu explică majoritatea acestor diferențe.[33]

România: date naționale
- Un studiu național reprezentativ din 2019 realizat de TOTEM Communication (n = 2 240) estimează o prevalență declarativă de 5,18 % în România — diferențe între regiuni (0,65 % în Banat vs. 7,61 % în Oltenia).[34][35]
- Alte investigații validează o prevalență de aproximativ 5 % în populația adultă medie, cu debut între 20–30 de ani și diagnostic stabilit la 55 de ani în medie.[36]
- Potrivit datelor Societăţii Române de Dermatologie (2022), <50 % dintre cazuri sunt diagnosticate/taxate adecvat, iar stigma socială afectează un procent major (43 %), cu 60 % depresie raportată și 50 % discriminare la locul de muncă.[37]

Costul bolii – morbiditate și pierdere de vieți sănătoase
- În 2019, psoriazisul a generat ~3,5 milioane de YLD (years lived with disability) – echivalentul unui impact semnificativ asupra productivității și calității vieții, comparabil cu afecțiuni precum diabetul sau depresia.[38]
- Date din România indică absențe de la muncă variind între 3–26 zile anual în forme severe, dar și pierderi financiare emoționale și sociale pentru aproximativ 62 % dintre pacienți.[39]

Factorii legați de evoluție epidemiologică
Distribuția bolii în funcție de vârstă, mediu, moștenire genetică și nivel socioeconomic este modelată de o combinație între predispoziție genetică (30–60 % în funcție de istoricul familial) și factori declanșatori precum infecțiile streptococice, obezitatea, traumatismul cutanat, alcoolul, fumatul, stresul și medicamente (beta‑blocante, litiu etc.).
Zona temperată, cu expunere solară redusă iarna, crește predispoziția spre forme mai persistente și severe de boală.

## Semne și simptome
Stresul emoțional, unele infecții (în special cele streptococice) și anumite medicații sunt principalii factori declanșatori ai psoriazisului. Medicamentele care pot agrava sau precipita psoriazisul includ:
- Litiul - cel mai frecvent asociat cu exacerbarea psoriazisului, cu incidența variind între 3,4-45%[47][48]
- Beta-blocantele (atât cardioselectivele cât și cele non-cardioselectivele) - pot induce psoriazis prin scăderea AMPc intraepidermal
- Medicamentele împotriva malariei (clorochina, hidroxiclorochina) - agravează psoriazisul existent prin alterarea activității enzimelor implicate în proliferarea epidermică[49]
- Corticosteroizii sistemici - pot precipita erupții severe de psoriazis la întreruperea tratamentului
- Inhibitorii ACE[50]
- Interferonii și medicamentele biologice (în cazuri rare).

Factorii declanșatori sunt diferiți pentru fiecare persoană și pot avea efecte diferite în funcție de individ.
Simptome și manifestări clinice
Simptomul comun asociat cu psoriazisul este apariția plăcilor - zone de piele îngroșată, inflamată, de culoare roșie până la purpurie (în funcție de tonul pielii), acoperite cu solzi argintii sau albi. Caracteristicile principale includ:
- Îngroșarea pielii care devine aspră și descuamată.

- Solzi argintii-albi care acoperă plăcile inflamate

- Mâncărime și durere în zonele afectate[53]

- Pielea uscată care se poate crăpa și sângera - în cazurile severe, plăcile pot dezvolta fisuri adânci care necesită tratament specific[54][55]

- Afectarea unghiilor cu decolorare sau îngroșare

Plăcile apar cel mai frecvent pe coate, genunchi, scalp și regiunea lombară, dar pot apărea oriunde pe corp.
Etiologia și patogeneza
Nu se cunoaște încă cu exactitate cauza psoriazisului. Este o boală complexă cu cauze posibile multiple care includ:
- Factori genetici - eritabilitatea este estimată la 60-90%, cu peste 60 de loci de susceptibilitate identificați

- Factori imunitari - este o boală autoimună mediată de sistemul imun, cu rol central al axei IL-23/Th17

- Factori de mediu - traumatisme cutanate, infecții, medicamente, stres

- Factori psihologici - stresul poate declanșa episoade prin axa hipotalamo-hipofizo-suprarenaliană.

Acești factori modifică funcțiile celulelor pielii, accelerând viteza cu care acestea se formează și se desprind, rezultând în formarea solzilor caracteristici.
Psoriazisul nu este contagios - este o afecțiune autoimună și nu se poate transmite de la o persoană la alta.

## Diagnosticul psoriazisului

### Psoriazis în plăci
Aceasta este forma cea mai des întâlnită care afectează aproape 80% din persoanele cu psoriazis. Se poate manifesta oriunde dar cel mai adesea apare pe coate, genunchi, spate și scalp. Simptomele includ plăci proeminente, roșii acoperite de cruste albe-argintii care se desprind cu regularitate.

### Psoriazisul scalpului
Această formă afectează 50-80% dintre persoanele cu psoriazis, fiind de fapt aceeași afecțiune ca psoriazisul cu plăci. Psoriazisul scalpului variază de la forme foarte ușoare (cruste ușoare, fine) până la forme extrem de severe, cu plăci îngroșate, acoperite cu cruste, care se întind pe întregul scalp și dincolo de linia de inserție a părului, către frunte, ceafă și în jurul urechilor.

### Psoriazis gutat („în picături“)
Acest tip afectează aproximativ 10% dintre persoanele cu psoriazis, marea lor majoritate copii și adolescenți. Apare sub forma unor mici leziuni punctiforme de culoare roșie, cu cruste, care arată ca și cum corpul ar fi fost împroșcat cu un lichid roșu. Adeseori, psoriazisul gutat poate fi declanșat de o infecție streptococică a gâtului și se poate transforma în psoriazis cu plăci, care este cea mai frecventă formă de psoriazis.

### Psoriazis pustular
Mai puțin de 5% dintre persoanele cu psoriazis sunt afectate de psoriazisul pustular. Acesta se poate manifesta ca o complicație a psoriazisului în plăci, în urma administrării anumitor medicamente sau în urma întreruperii bruște a unui tratament urmat continuu, o perioadă lungă de timp. Plăcile psoriazisului pustular sunt caracterizate de pustule, proeminențe pline cu puroi, mâinile și picioarele fiind cele mai afectate. Nu este contagios.

### Psoriazis inversat sau flexural
Destul de rar întâlnit, psoriazisul inversat sau flexural apare de obicei pe axilă, abdomen, sub sâni și în alte cute ale pielii din jurul organelor genitale și feselor. Se manifestă sub forma unor pete netede, de culoare roșu aprins în jurul cutelor pielii și pe margini, poate provoca crăparea pielii. Poate fi agravat de transpirație și de frecarea pielii din cauza zonei în care se manifestă.

### Artrita psoriazică
Aproximativ 30% dintre persoanele cu psoriazis fac, de asemenea, artrită psoriazică. Simptomele artritei psoriazice includ dureri, redoare și tumefiere la nivelul articulațiilor și în jurul acestora. Cea mai mare probabilitate de apariție a acesteia se întâlnește la persoane cu vârsta cuprinsă între 30 și 50 de ani. Este posibil ca atât factorii genetici, cât și cei de mediu să joace un rol în debutul bolii. Artrita psoriazică se tratează la fel ca poliartrita reumatoidă.

### Psoriazisul eritrodermic
Acest tip se manifestă foarte rar. Poate acoperi corpul cu pete roșii, cu cruste. Psoriazisul eritrodermic ste una dintre cele mai grave forme de psoriazis și poate pune viața în pericol deoarece compromite bariera de protecție pe porțiuni mari ale pielii.

## Tratament psoriazis
În afară de tratamentele pe bază de prescripție medicală, persoanele cu psoriazis utilizează diferite tipuri de produse topice care contribuie la menținerea stării de hidratare a pielii și pot să reducă unele simptome asociate psoriazisului. Modalitățile obișnuite pentru tratare sunt:
- Tratamente topice care se aplică direct pe piele și sunt prescrise de medic.
- Tratamente sistemice care nu se aplică direct pe piele, ci se administrează în alte moduri, de exemplu sub formă de comprimate sau injecții.
- Fototerapia pe bază de prescripție medicală care include o serie de tratamente care implică un tip de lumină denumită radiație ultravioletă, adică UV.